# Serra do Imeri

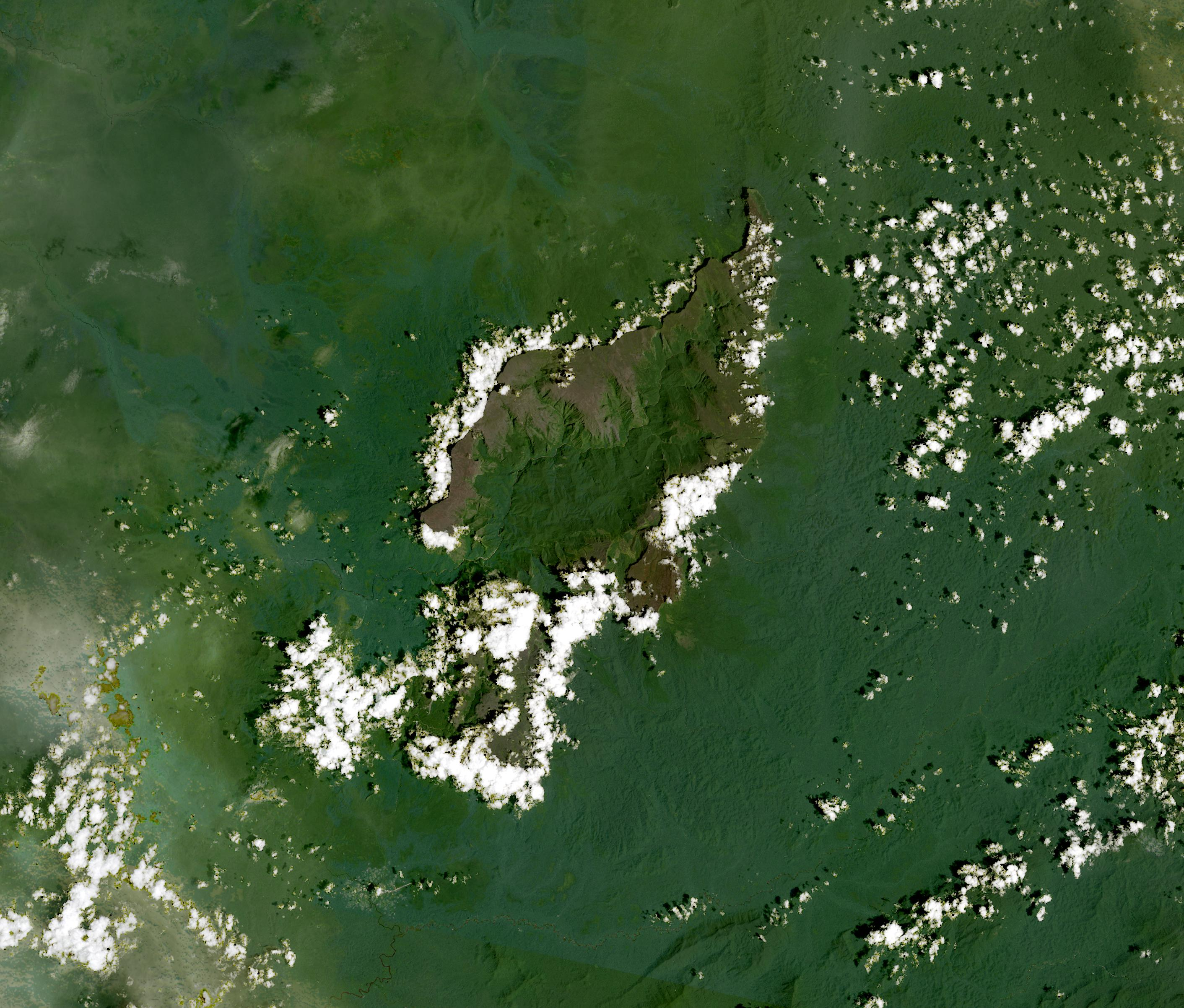
Imagem de satélite da Serra do Imeri, capturada pelo satélite Landsat 8.

A serra do Imeri é uma formação do relevo brasileiro localizada no planalto das Guianas, na fronteira do Brasil com a Venezuela. Nela, estão situados os picos mais altos do Brasil, sendo em primeiro lugar o pico da Neblina (2994 m) e, em segundo lugar o pico 31 de Março (2973 m), no Amazonas.